# P.T. (비디오 게임)
P.T.("Playable Teaser"의 약어)는 코지마 프로덕션에서 "7780s Studio"라는 가명으로 개발하고 코나미에서 출시한 심리 공포 게임이다. 영화 제작자 기예르모 델 토로와 공동으로 코지마 히데오가 감독하고 디자인했다.
2014년 8월 12일 플레이스테이션 네트워크에서 무료 다운로드로서 PlayStation 4용으로 출시되었다. p.t.는 사일런트 힐 시리즈의 후속작인 사일런트 힐스(Silent Hills) 게임의 대화형 티저로 사용되었다. 사일런트 힐스가 취소된 후 코나미는 P.T.를 플레이스테이션 스토어에서 제거했으며 재설치가 불가능하도록 만들었다. 이 결정은 비판을 불러일으켰고 팬들의 노력으로 인해 P.T.의 다시 다운로드가 허가되고 팬 리메이크가 만들어졌다.
방향성, 시각적 및 시각적 스토리텔링, 초자연적인 공포로 호평을 받았지만 퍼즐 부분은 엇갈린 반응을 불러일으켰다.